# チョン・ユミ (1983年生の女優)
チョン・ユミ（朝: 정유미、1983年1月18日 - ）は、韓国の女優。釜山広域市出身。マネジメントSOOP所属。東莱女子商業高等学校校卒。ソウル芸術大学映画科。

## 来歴
- 2003年、短編映画『愛する少女』でデビュー。
- その後、映画『親知らず』に出演し、評壇の注目を浴びた。 チョン・ユミ自らこの映画を職業俳優としてのデビュー作と語ったこともある。
- 映画『家族の誕生』で多くの脚光を浴び、2006年第27回青龍映画賞助演女優賞を受賞した。その後も多くの映画に出演し、俳優として自分だけの地位を固めていった。
- ドラマ『ロマンスが必要2』と『恋愛の発見』に出演して知名度を高め、特有の可愛らしい演技で両ドラマは共に成功した。
- 映画『新感染 ファイナル・エクスプレス』で俳優人生で初めて観客動員数1,000万人突破を果たした。
- 同じハングル表記の1984年生まれの女優がいるが、一部の人たちが勘違いして、整形と誤解したりもする。しかし、まったくの別人であり、漢字は名字と名前両方とも異なる。
- ドラマよりは映画を中心に活動しており、日本の韓流ファンでは同名の1984年生まれの俳優がよく知られているが、韓国では逆にこの女優がより人気であり、キャリアも豊富である。多くの男優たちが共演したい女優として挙げたりもしている。
- 1男1女中長女。

## 出演作品

### テレビドラマ
- ケ・セラ・セラ（2007年、MBC） - ハン・ウンス役
- 偉大なギェチュンビン（2010年、KBS） - ギェ・チュンビン役
- ロマンスが必要2（2012年、tvN） - ジュ・ヨルメ役[1]
- オフィスの女王（2013年、KBS） - チョン・ジュリ役[2]
- 恋愛操作団：シラノ（2013年、tvN） - ボン・スア役[3][4]
- 応答せよ1994（2013年、tvN） - 特別出演
- 恋愛の発見（2014年、KBS） - ハン・ヨルム役[5]
- 今週、妻が浮気します（2016年、JTBC） - ハン・ジュニ役（カメオ出演）[6]
- 品位のある彼女（2017年、JTBC）
- ライブ〜君こそが生きる理由〜（2018年、tvN） - ハン・ジョンオ役[7]
- キム秘書はいったい、なぜ?（2018年、tvN） - チョン・ユミ役（カメオ出演）[8]
- 保健教師アン・ウニョン（2020年、Netflix） - アン・ウニョン役[9]
- 朝が明けるまで（2021年、JTBC） -ヨ・スジョン役

### 映画
| 年   | タイトル                          | 役割                 | 備考                                                        |
| ---- | --------------------------------- | -------------------- | ----------------------------------------------------------- |
| 2003 | 愛する少女                        | 看護師               | 短編映画                                                    |
| 2005 | 甘い人生                          | ミエ                 |                                                             |
| 2005 | 親知らず                          | 17歳のチョ・インヨン |                                                             |
| 2006 | 9時5分                            | ミンジュ             | オムニバス映画 (seg.家族みたいな犬、犬のような家族)         |
| 2006 | 家族の誕生                        | チェヒョン           |                                                             |
| 2007 | いいじゃないか                    | ハウン               |                                                             |
| 2008 | 恋人たち                          | ソナ                 | オムニバス映画(seg.のポラロイドの作動法)                    |
| 2009 | おいしいマン                      | ジェヨン             | 特別出演                                                    |
| 2009 | 彼女たちの部屋                    | ク・オンジュ         |                                                             |
| 2009 | よく知りもしないくせに            | ユシン               |                                                             |
| 2009 | 視線1318                          | イ・ヒジェ           | (seg.リレー)                                                |
| 2009 | 人喰猪、公民館襲撃す!             | ビョン・スリョン     |                                                             |
| 2009 | 10億                              | キム・ジウン         |                                                             |
| 2009 | グッドモーニング・プレジデント    | ミミ                 | 特別出演                                                    |
| 2009 | どんな訪問                        | ミスク               | (seg.山中)                                                  |
| 2010 | 私のチンピラな彼氏                | ハン・セジン         |                                                             |
| 2010 | 教授とわたし、そして映画          | チョン・オッキ       |                                                             |
| 2010 | もう少しだけ近くに                | ウンヒ               |                                                             |
| 2010 | カフェ・ノワール                  | ソンファ             |                                                             |
| 2011 | トガニ 幼き瞳の告発               | ソ・ユジン           |                                                             |
| 2012 | 3人のアンヌ                       | ウォンジュ           |                                                             |
| 2012 | 冬のピアニスト                    | ミミ                 | 短編映画                                                    |
| 2013 | ソニはご機嫌ななめ                | ソニ                 | [ 10 ]                                                      |
| 2013 | カンチョリ オカンがくれた明日     | スジ                 | [ 11 ]                                                      |
| 2014 | ウリビョル1号とまだら牛           | イルホ               | アニメ映画、声の吹き替え                                    |
| 2014 | 悪魔は闇に蠢く                    | ヨンソ               | 主演                                                        |
| 2015 | ヒマラヤ〜地上8,000メートルの絆〜 | チェ・スヨン         | 特別出演                                                    |
| 2016 | 新感染 ファイナル・エクスプレス   | ソンギョン           | 第69回カンヌ国際映画祭 ミッドナイト・スクリーニング招待作品 |
| 2017 | ザ・テーブル                      | ユジン               | 主演                                                        |
| 2018 | サイコキネシス -念力-             | ホン常務             | [ 25 ] [ 26 ] [ 27 ]                                        |
| 2018 | 続・深夜食堂                      |                      | ナレーションとして参加                                      |
| 2019 | 82年生まれ、キム・ジヨン          | キム・ジヨン         | 主演                                                        |
| 2023 | スリープ                          | スジン               | 主演                                                        |
| 2024 | ワンダーランド あなたに逢いたくて | ソ・ヘリ             |                                                             |

### バラエティ
- ランニングマン（2015年、SBS）[39]
- セクションTV芸能通信（2016年、MBC）[40]
- ユン食堂（2017年、tvN）[41]
- ユン食堂2（2018年、tvN）[42]
- 夏休み（2020年、tvN）[43][44][45]
- ユンステイ（2021年、tvN）[46]
- ソジンの家（2023年、tvN）
- ソジンの家2（2024年、tvN）

### 広告
- BEANPOLE ACCESSORY（2017年）[47]
- Thursday Island（2018年）[48][49][50]
- laura mercier（2018年）[51]

### 音楽活動
- Andromeda feat.ソン・シギョン（2016年）Dingoプロジェクト
- Enough feat.Colde、APRO（2022年）Dingoプロジェクト

## 雑誌
- 「1st Look」2012年8月号[52]
- 「COSMOPOLITAN」2012年9月号[53]
- 「NYLON」2012年9月号[54][55]
- 「ARENA HOMME＋」2013年5月号[56]
- 「Singles」2014年1月号[57]
- 「COSMOPOLITAN」2014年8月号[58]
- 「W KOREA」2014年11月号[59]
- 「ELLE」2016年7月号[60]
- 「HIGH CUT」2017年2月号[61]
- 「ELLE」2017年6月号[62]
- 「Marie Claire」2018年4月号[63]
- 「Singles」2018年9月号[64]
- 「BAZAAR」2019年1月号[65]
- 「Harper's Bazzar」2019年5月号[66]
- 「COSMOPOLITAN」2020年2月号[67]
- 「W KOREA」2021年6月号[68]
- 「W KOREA」2021年10月号[69]
- 「marie claire」2021年11月号[70]

## 受賞歴
| 年   | 授賞式                               | 部門                           | 作品                     | 結果       | 出所          |
| ---- | ------------------------------------ | ------------------------------ | ------------------------ | ---------- | ------------- |
| 2005 | 第26回 青龍映画賞                    | 新人俳優賞                     | 親知らず                 | ノミネート |               |
| 2005 | 第4回 大韓民国映画大賞               | 新人俳優賞                     | 親知らず                 | ノミネート |               |
| 2005 | 第25回 映画評論家協会賞              | 新人俳優賞                     | 親知らず                 | 受賞       |               |
| 2006 | 第42回 百想芸術大賞                  | 映画部門女子新人演技賞         | 親知らず                 | 受賞       |               |
| 2006 | 第5回 大韓民国映画大賞               | 新人俳優賞                     | 家族の誕生               | ノミネート |               |
| 2006 | 第27回 青龍映画賞                    | 助演女優賞                     | 家族の誕生               | 受賞       |               |
| 2010 | 第8回 大韓民国映画大賞               | 主演女優賞                     | 私のヤクザのような恋人   | ノミネート |               |
| 2010 | KBS 演技大賞                         | 女連作・短幕劇賞               | 偉大なギェチュンビン     | 受賞       |               |
| 2011 | 第33回 黄金撮影賞                    | 最優秀女優賞                   | 私のヤクザのような恋人   | 受賞       |               |
| 2011 | 第20回 釜日映画賞                    | 主演女優賞                     | オッキの映画             | 受賞       |               |
| 2011 | 第32回 青龍映画賞                    | 主演女優賞                     | トガニ 幼き瞳の告発      | ノミネート |               |
| 2013 | 第14回 釜山映画評論家協会賞          | 主演女優賞                     | 私たちソンヒ             | 受賞       | [ 71 ]        |
| 2013 | KBS 演技大賞                         | ミニシリーズ部門女子優秀演技賞 | オフィスの女王           | ノミネート |               |
| 2014 | 第1回 野花映画賞                     | 主演女優賞                     | 私たちソンヒ             | ノミネート |               |
| 2014 | 第23回 釜日映画賞                    | 主演女優賞                     | 私たちソンヒ             | ノミネート |               |
| 2014 | KBS 演技大賞                         | ミニシリーズ部門女子優秀演技賞 | 恋愛の発見               | 受賞       |               |
| 2014 | KBS 演技大賞                         | ネチズン賞                     | 恋愛の発見               | 受賞       |               |
| 2014 | KBS 演技大賞                         | ベストカップル賞(エリック)     | 恋愛の発見               | 受賞       |               |
| 2020 | 第56回 大鐘賞映画祭                  | 主演女優賞                     | 82年生まれ、キム・ジヨン | 受賞       | [ 72 ]        |
| 2020 | 第29回 釜日映画賞                    | 主演女優賞                     | 82年生まれ、キム・ジヨン | 受賞       | [ 73 ]        |
| 2020 | 第40回 韓国映画評論家協会賞          | 主演俳優賞                     | 82年生まれ、キム・ジヨン | 受賞       | [ 74 ] [ 75 ] |
| 2021 | 第41回 青龍映画祭                    | 人気スター賞                   |                          |            |               |
| 2023 | 第44回 青龍映画祭                    | 主演女優賞                     | スリープ                 | 受賞       |               |
| 2024 | ジェラルメ国際ファンタスティカ映画祭 |                                | スリープ                 | 受賞       |               |